# Jan Mylius
Jan Mylius (ur. 1557 w Igławie, Morawy, zm. 11 kwietnia 1630 w Elblągu) – z pochodzenia Czech, był pedagogiem i rektorem Gimnazjum Elbląskiego w latach 1597–1629. Schedę po Janie Myliusie przejął jego syn Michał, który był rektorem w latach 1630–1652.

## Życiorys
Był synem pastora ewangelickiego Jana i Juliany z domu Spiesser. Kształcił się w rodzinnym domu, potem uczęszczał do szkół w Igławie i Bańskiej Bystrzycy, wreszcie studiował na uniwersytecie w Wittenberdze, zdobywając dyplom magistra w 1583. Był nauczycielem i rektorem szkół luterańskich w Gross Meseritsch (późniejsze Velké Meziříčí), Lewoczy i Kieżmarku, ale oskarżany o sprzyjanie kalwinizmowi często musiał zmieniać miejsce pracy. W listopadzie 1597 został zaproszony przez Radę Miasta Elbląga do objęcia funkcji rektora miejscowego gimnazjum; przybył do Elbląga już w grudniu tegoż roku.
W 1598 roku rektor Jan Mylius przeprowadził reformę elbląskiego gimnazjum, które zostało podniesione do rangi gimnazjum akademickiego. Rozszerzono wtedy zakres nauki języków: polskiego, niemieckiego, łaciny, greki oraz filozofii i teologii.

Nowy zarządca szkoły wprowadził wiele zmian administracyjnych, m.in. powstał rejestr przyjmowanych uczniów. Gimnazjum składało się z dziewięciu klas. Organizowano w nim spektakle teatralne i koncerty.

Renoma szkoły dotarła także za granicą. Do Elbląga przybywali uczniowie z Rzeczypospolitej, Holandii, Niemiec, Węgier oraz innych krajów.
Mylius przyczynił się także do powstania biblioteki przy gimnazjum elbląskim. W roku 1601 zakupił księgozbiór po swoim zmarłym poprzedniku na stanowisku rektora Gimnazjum Elbląskiego Tomaszu Rotusie za sumę 200 florenów ofiarowanych przez radę miejską Elbląga. W księgozbiorze przeważała literatura teologiczna oraz dzieła klasyków greckich i rzymskich. Przez lata kierowania Myliusa szkołą księgozbiór szybko się rozrastał, przede wszystkim dzięki zakupom dokonywanym z funduszy pochodzących z datków elblążan i rady miejskiej oraz dzięki darom książkowym po zmarłych profesorach, burmistrzach, pastorach i innych notablach miejskich (część z księgozbioru przetrwała do dzisiejszych czasów). W późniejszym okresie biblioteka przekształcona została w Bibliotekę Miejską, znaną jako Biblioteka Elbląska. To tu znajdowała się słynna Księga elbląska.
Gimnazjum Elbląskie w trakcie kadencji Myliusa jako rektora zyskało nie tylko na jakości kształcenia, ale dzięki rozwojowi konieczna stała się budowa nowego gmachu szkoły. Powstał on na fundamentach dawnego Klasztoru Brygidek (obecnie mieści się tam elbląskie muzeum).
W uznaniu zasług dla miasta rajcowie miejscy Elbląga nadali imię Jana Myliusa jednej z ulic w mieście, które mu tak wiele zawdzięcza.